# 湛江号导弹驱逐舰 (051型)
“湛江”号导弹驱逐舰（舷号165）简称“湛江”舰，是中国人民解放军海军最后建造服役的两艘051型导弹驱逐舰之一。本舰作为解放军海军在1980年代建造的过渡性舰只，带有一定的试验性目的。2010年代，解放军海军陆续退役了大部分老旧的051型驱逐舰，本舰则退居二线，并且作为巡逻舰投入南海战备值班。
由于本舰与姊妹舰“珠海”号（舷号166）在电子设备上存有一定的差距，因此习惯上又称本舰为051G1型，而珠海号则称为051G2型。
本舰舰名来源于解放军南海舰队总部广东省湛江市。

## 设计和概述

### 背景
1966年，有关方面开始了051型导弹驱逐舰的设计立项工作。1968年首舰正式开工。1978年，海军及相关部委开始了改进型的研制工作，即051D型。1979年，海军及六机部考察了英法等国，准备借鉴外军经验与技术改进已经过时的051型。1981年，海军在英方协助下完成051S型的定型工作；1982年11月，中英双方签订了相关合同。但1983年1月，国内的船舶及航天部门质疑英制42型驅逐艦在马岛战争中表现欠佳，不应盲目引进浪费国帑。故此同年2月，中方撤销合同，开始了自行研制051型新改型的工作。
1983年4月，国防科工委召开了驱逐舰发展论证会议。会议决定发展一款051型的改进型号（即051G型），再在此基础上设计建造新一代驱逐舰（即日后的052型导弹驱逐舰）。同年11月，051G型完成设计方案审查。1984年1月，总参谋部及国防科工委批准建造051G型；1985年7月，技术设计方案完成。1986年8月，大连造船厂开工建造。

### 设计
本舰的线形与动力系统均循051D型设计，不过内部针对存在的问题进行修改，比起051D型有了很大的变化。比较突出的是指挥系统改为全封闭式设计，增加三防能力；增设空调，改善在热带地区遂行任务的能力。
武器方面，由于原定的新式鹰击8反舰导弹设计延误，本舰反舰导弹依然为两座三联装式海鹰-2号。主炮依然是130毫米舰炮。副炮相比051D型改变显著，装备4座76A式双管37毫米炮，在全舰呈菱形布置，均可实现全自动瞄准射击，取代了051D型所装备的76式半自动37毫米炮。舰桥四周依然保留了4座61式双管25毫米炮。反潜武器方面，装备了Mk46型反潜鱼雷，取代了051D型所采用的反潜火箭，对潜艇攻击能力得到了大幅度的强化。
电子设备的改进是本舰的重中之重。最重要的就是搭载了第一代国产作战指挥系统，由于技术限制，只有部分系统实现了联合指挥，可靠性、生存能力与外军相比存在相当的差距。主炮的火控雷达依然是343型没有改变，不过新76A式副炮用上了新研制的342型火控雷达，具有较高的可靠性和较强的抗干扰能力。反潜设备方面，除了原有的反潜声呐，还增加了新式的DE-116型拖曳式变深声呐，首次形成多方位的反潜探测能力；不过受制于老旧的舰型，实际效果并不佳。整体而言，本舰的电子设备有较强的试验性质，主要还是着眼于测试、解决诸多设备之间的电磁兼容性与系统兼容性问题，为下一代驱逐舰作技术验证；故此虽然整体作战性能提升有限，但意义依然重大。

## 舰历
1986年8月，大连造船厂开始建造本舰，1988年8月1日建成下水，1989年12月30日入役南海舰队，由海军正式命名为“湛江”，并分配舷号165。1990年3月至同年12月，本舰完成了相关电子设备的测试任务。
1997年，湛江号及姊妹舰珠海号一同参加了海军编队，出访美洲四国。
1999年开始，海军开始着手对服役较晚、舰况较好的8艘051系列驱逐舰进行现代化改造。2003年，湛江号开始进行本次的改进工作。改造包括：拆除老旧而庞大的海鹰-2号，换装鹰击83反舰导弹，两座4联装发射/储运一体装置分前后布置，分别面向一侧；共备弹16枚；同时加装一座8联装海红旗-7防空导弹，强化防空能力；主炮由76式双联装130毫米炮，改为射程更远、自动化程度更高的新式双联装100毫米炮；雷达全部更换为最新的型号，包括360型对空、对海搜索雷达，342、344型火控雷达，517甲对空警戒雷达，新式综合电子战系统，等等。原有的拖曳式声呐，因为舰体的动力装置震动及噪音过大，无法使用，只好拆除了事，实际反潜性能依旧有限。
2010年以后，解放军海军逐渐淘汰051系列驱逐舰，湛江号因建成时间较短，获准继续留用。2014年，海军针对南海的状况，开始改装一批二线驱护舰艇用作巡逻舰。至2016年，湛江号改装完成。本次改装中，重点为加固舰艏和两舷，增强撞击能力，便于在不便开火时驱离他国船只；原有100毫米主炮保留；拆除全部老式37毫米及25毫米炮，换装76F式全自动速射炮；原有反舰及防空导弹装置保留，但反舰导弹装置经改进，可以方便拆卸；舰桥顶部加高了一层，增设综合指挥控制中心；更新了相应的电子设备；拆除舰艉声呐及设备；增设巡逻相关电子系统，更换机动快艇，增加了若干大口径机枪用抢架和挡板，用以增强海上巡逻、临检以及应对低烈度冲突的能力；通过安装新型电子设备，节约了部分空间，一定程度缓解了原有的餐厅、居住舱室等人居设计方面的弊病；针对全舰仅70吨淡水的储存能力，安装新式卫生间洁具，以节约用水，提高长期执行任务的能力。
即使是作为最新的剩余两艘051型导弹驱逐舰，随着大量新型驱逐舰的入列，也难免面对退役的决定，其姐妹舰珠海号于2020年6月29日在湛江军港退役，报道均已“最后的051型驱逐舰”来称呼，湛江号可能已经退役或即将退役。2020年8月28日，“湛江号”正式退役，与之前的“珠海号”一同举行退役仪式。

## 延伸閱讀
- 海权. . 战场. 2002, (第3册).
- 银河. . 舰载武器. 2010, (3月号).
- 悬崖. . 舰载武器. 2017, (1B).